# Província de Helmand
La província de Helmand (paixtu: هلمند; persa: هلمند) és una de les divisions administratives primàries de l'Afganistan, al sud-oest del país. La capital és Lashkar Gah. El riu Helmand creua la província i li dona nom. La regió és productora d'opi (42% de la població mundial). La superfície és de 58.584 km² i la població d'1.441.769 habitants. El 92% de la població és paixtu.

## Districtes

Districtes

| Districte        | Capital   | Població | Àrea | Notes                                       |
| ---------------- | --------- | -------- | ---- | ------------------------------------------- |
| Baghran          |           | 129.947  |      |                                             |
| Dishu            |           | 29.005   |      |                                             |
| Garmsir          |           | 107.153  |      |                                             |
| Gerishk          |           | 166.827  |      | conegut també com districte de Nahri Saraj. |
| Kajaki           |           | 119.023  |      |                                             |
| Khanashin        |           | 17.333   |      |                                             |
| Lashkargah       |           | 201.546  |      |                                             |
| Musa Qala        | Musa Qala | 138.896  |      |                                             |
| Nad Ali          |           | 235.590  |      |                                             |
| Nawa-I-Barakzayi |           | 89.814   |      |                                             |
| Nawzad           |           | 108.258  |      |                                             |
| Sangin           | Sangin    | 66.901   |      |                                             |
| Washir           |           | 31.476   |      |                                             |